# Château de Bouxwiller
Le château de Bouxwiller, aujourd'hui entièrement disparu, fut une forteresse de type Wasserburg construite au XVe siècle. Plusieurs fois remanié, sa fonction fut plus résidentielle que militaire. Au XVIIIe siècle, ses jardins d'agréments en terrasse et à la mode française étaient réputés. 
Le bâtiment ne survécut pas aux tourmentes de la Révolution. Son emplacement se situait sur l'actuelle place du Château du bourg de Bouxwiller, commune française du département du Bas-Rhin.

## Histoire
Le château de Bouxwiller fut le point central de la seigneurie de Lichtenberg jusqu'aux temps révolutionnaires, d'abord sous les Lichtenberg, ensuite sous les Hanau. 
La forteresse médiévale de la famille Lichtenberg fut remplacée au XIVe siècle par une autre construction de type Wasserburg située dans une cuvette au nord-est des remparts de la ville, sur l'actuelle place du Château. Ce second château n'existe plus. Entre 1793 et 1808, cette construction passa du pillage au délabrement pour finir en carrière de pierre.

## Description
Pour assurer sa défense, ce bâtiment de plaine en forme de U était entièrement entouré par un fossé rempli par les eaux de la proche source du Fischpfuhl. Pour y accéder deux ponts en pierre ont été aménagés, l'un à cinq arches donnant sur la cour d'honneur, l'autre à deux arches sur un jardin d'agréments. 
Les deux ailes nord et sud de style Renaissance entouraient la cour d'honneur. Au sud-est, une tour circulaire médiévale formait le cœur de cet édifice à trois niveaux (sans compter les combles à deux niveaux). 
Un plan daté de 1779 montre le château entouré par un mur d'enceinte aujourd'hui disparu. Seul un tronçon de ce mur subsiste encore au XXIe siècle pour former le large mur arrière de l'actuelle Halle aux blés située au sud du château. 
Entre la résidence seigneuriale et la ville de Bouxwiller, des bâtiments administratifs furent édifiés. Ces derniers, contrairement au château et à ses douves, subsistent encore. La Halle aux blés du XVIe siècle, prolongée par la chapelle castrale Saint-Georges datée du XIVe, la remise des carrosses avec à l'étage la cour des comptes (1702), la chancellerie (actuelle mairie) édifiée entre 1658 et 1663, les écuries (1688) dont seule une partie a été préservée pour abriter la Poste et enfin l'office seigneurial de 1704, modifié en 1956.

## Liens
- Cité fortifiée Bouxwiller